# Suplencia presidencial
La suplencia presidencial se da cuando, por cuestiones de fuerza mayor, un presidente no puede ejercer la jefatura del Estado, y esta queda en manos de su segundo, hasta que el presidente regrese, dimita o fallezca. La suplencia presidencial debe estar garantizada por la Constitución del Estado, y debe contar con apoyo parlamentario en muchos casos. Si el presidente deja el poder, el presidente interino tendrá que ser aprobado en el poder ejecutivo por los ciudadanos, como hacen muchos países. 

## Errores de su aplicación
- Remontándonos a la Alemania nazi, la suplencia presidencial de Paul von Hindenburg hizo que el cargo de presidente, que él había ocupado hasta su deceso, y el de canciller (primer ministro) de Adolfo Hitler se unifiquen en el de führer (líder de la nación) y den el poder necesario a Hitler para desencadenar una guerra mundial; todo a causa de una suplencia presidencial mal organizada. Hoy, obviamente, la Constitución alemana no autoriza más este tipo de suplencia, y menos la unificación de cargos de Estado.